# Empis adzharica
Empis adzharica är en tvåvingeart som beskrevs av Igor Shamshev 1998. Empis adzharica ingår i släktet Empis och familjen dansflugor. Inga underarter finns listade i Catalogue of Life.